# Morton, Vienne

Morton este o comună în departamentul Vienne, Franța. În 2009 avea o populație de 366 de locuitori.